# Kakuro
Kakuro er en tal-krydsogtværs.
Tallene lægges sammen lodret og vandret, og må ikke forekomme 2 gange.
dvs. 4= 3+1 ikke 2+2.